# Chimène ou le Cid
Chimène, ou Le Cid est un opéra francophone d'Antonio Sacchini. Il prend la forme d'une « tragédie » (lyrique) en trois actes, avec un livret de Nicolas-François Guillard . Il a été mis en scène pour la première fois à Fontainebleau le 16 novembre 1783. Le sujet de l'œuvre a été inspiré par la tragicomédie Le Cid de Pierre Corneille, et indirectement par l'épopée médiévale espagnole Cantar de mio Cid et par une pièce de Guillén de Castro y Bellvís, Las Mocedades del Cid. Comedia primera et segunda (également connue sous le nom de Las Hazañas del Cid), 1605–1615.

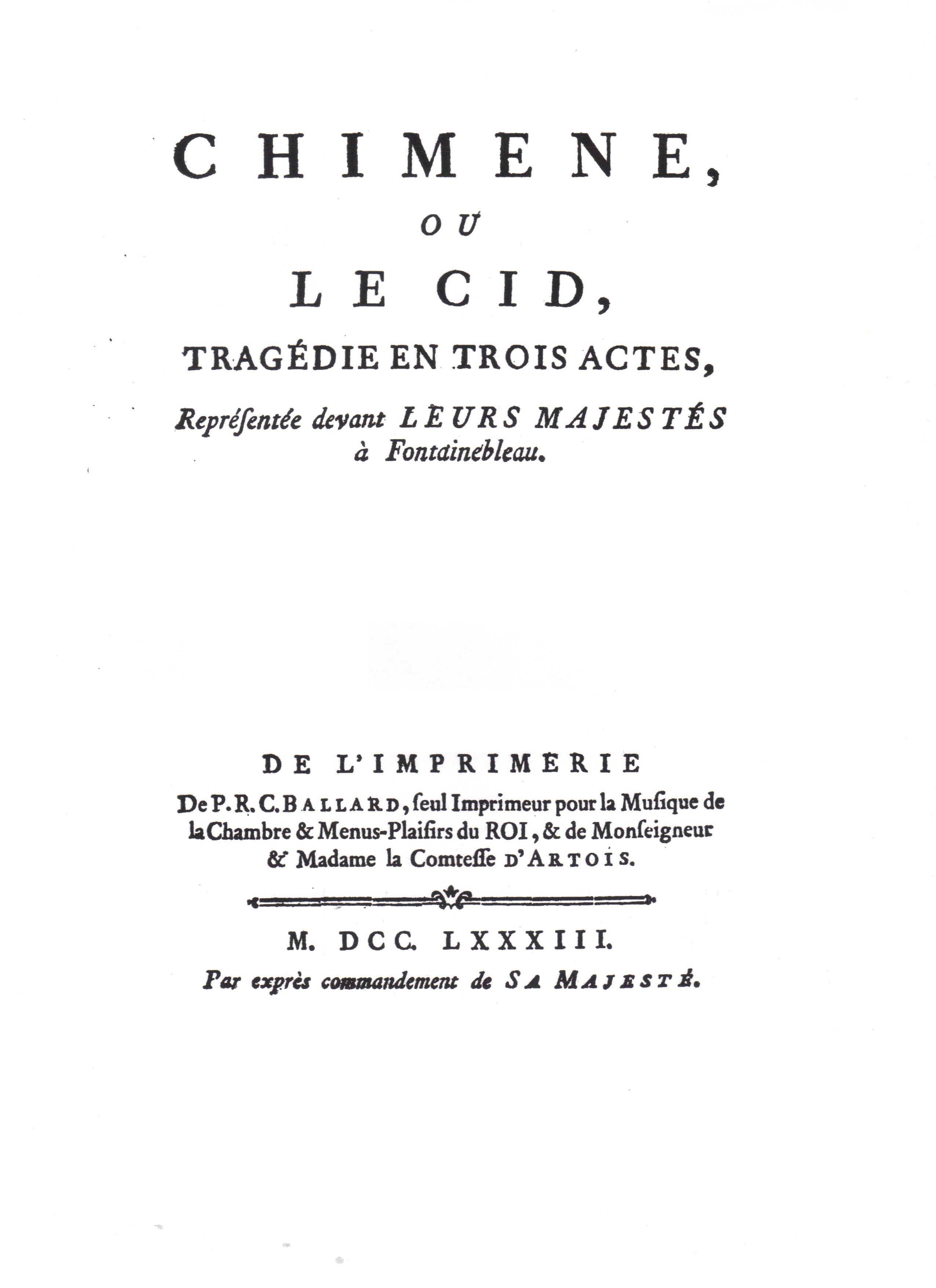
Frontispice du livret original

## Contexte

### Antécédents
Sacchini avait déjà traité le sujet d'El Cid deux fois auparavant. La première occasion était à Rome pendant la saison du carnaval de 1769, quand, sous le titre d' Il Cidde , il avait mis en place un livret de Gioacchino Pizzi, précédemment utilisé par Niccolò Piccinni , qui a conservé sa popularité pendant au moins une autre décennie. La vedette de l'œuvre était le soprano castrat, Tommaso Guarducci (it), alors au sommet de sa renommée. Après avoir déménagé à Londres, Sacchini revient sur le sujet pour ses débuts britanniques (Il Cid , 1773), en utilisant une retouche du livret de Pizzi réalisé par Giovanni Gualberto Bottarelli, le poète officiel du King's Theatre. Il Cid comprenait de nouvelles scènes spectaculaires, dont « une marche triomphale, des chœurs et des ballets, destinés à maintenir l'intérêt d'un public qui ne connaissait pas l'italien ». Le rôle principal a été chanté par un autre des grands castrats de l'époque, Giuseppe Millico (it), qui, à son retour en Italie, a parrainé une deuxième mise en scène du même livret, par Giovanni Paisiello, à Florence en 1775.
Sacchini déménage de Londres à Paris en 1781 et fait ses débuts à l'Opéra en janvier 1783 avec Renaud.  Pour son deuxième opéra français, il décide de revenir sur le sujet du Cid, cette fois avec un nouveau livret, intitulé Chimène , préparé pour lui par celui qui deviendra son poète préféré à Paris, Nicolas-François Guillard. Dennis Libby commente: « Comme on pouvait s'y attendre, ce livret ressemble le plus à la tragédie de Corneille, tout en accueillant le goût français pour le chant choral et le ballet ».  Selon Théodore Lajarte , « Chimène était, à proprement parler, une traduction, et non un opéra nouveau », tandis que Spire Pitou écrit qu'« il avait été mis en scène à Rome et à Londres avant sa première à Paris ».  En fait, le cas de Chimène présente de fortes similitudes avec celui de Renaud , comparé aux précédents opéras italiens de Sacchini sur le même thème, Armida (Milan et Florence, 1772) et Rinaldo (Londres, 1780). Dennis Libby écrit: « Malgré les affirmations fréquentes selon lesquelles l'opéra français est basé sur la musique de Londres, il ne semble y avoir aucune interrelation musicale de quelque substance que ce soit entre les trois opéras Cid de Sacchini , bien que puisque celui de Londres ne survit pas complètement (des extraits inhabituellement volumineux ont été publiés) cela ne puisse être affirmé avec une certitude absolue ».

### Rivalité avec Piccinni
La composition de la deuxième œuvre de Sacchini pour Paris doit être replacée dans le contexte des combats de factions qui ont alors dominé le monde musical français, sorte de reprise de la Querelle des Bouffons de quelques décennies plus tôt. Les hostilités ont commencé au milieu des années 1770: les adversaires italophiles du compositeur allemand Gluck avaient réussi à attirer Piccinni, l'un des principaux représentants de l'école napolitaine, à Paris. Piccinni avait plus ou moins le même âge que Sacchini et, en effet, avait été son camarade et peut-être même collaborateur au début de sa carrière. La bataille entre les deux camps, les « gluckistes » et les « piccinnistes » se poursuivit jusqu'en 1779, lorsque Gluck, confronté à l'échec de son opéra final Echo et Narcisse, avait décidé de retourner à Vienne pendant un certain temps, après quoi les hostilités avaient continué à se consumer sous la surface. L'arrivée de Sacchini à Paris en 1781 avait été soutenue par Piccinni lui-même, qui le voyait comme un allié naturel, mais le vide créé par l'absence de Gluck, les intrigues des ennemis de Piccinni, la sensibilité et le besoin d'argent de Sacchini avaient fini par faire des rivaux des deux compositeurs italiens, et une troisième faction musicale a émergé sur la scène parisienne: les « sacchinistes, sorte de gluckistes mitigés, lesquels, comme dit spirituellement [Friedrich Melchior] Grimm, n'appartenaient vraiment à cette secte que par jalousie contre Piccinni. Avec son irrésolusion et sa faiblesse, Sacchini n'arriva qu'à se mettre à dos l'un et l'autre parti sans pouvoir agréer à aucun; et au jour de la lutte, il eut les deux contre lui ».

## Historique des représentations

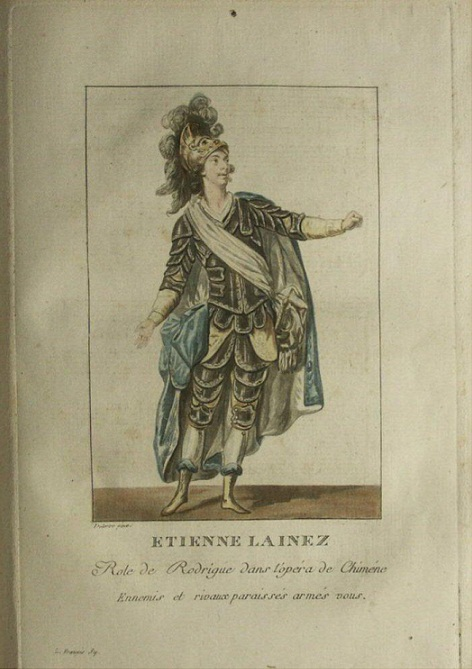
Étienne Lainez en Rodrigue

### Première à Fontainebleau
L'Académie Royale de Musique (l'Opéra de Paris) et la Comédie-Italienne avaient reçu l'ordre d'organiser une saison d'opéra commune pour la cour à l'automne 1783 au Château de Fontainebleau. Une nouvelle œuvre de Piccinni, Didon, était en préparation depuis longtemps. Sacchini est persuadé de hâter la composition de la deuxième des trois œuvres stipulées dans son contrat avec l'Opéra. Comme mentionné ci-dessus, il a choisi de prendre son sujet de la tragédie de Corneille Le Cid . Les deux nouveaux opéras sont mis en concurrence directe: Didon doit être joué le 16 octobre et Chimène le 16 novembre 1783. Pour égaliser les règles du jeu, la nouvelle prima donna de l'Opéra, Antoinette Saint-Huberty, devait prendre le rôle titre dans les deux œuvres et les deux pièces devaient avoir chacune deux représentations.  Didon , probablement le chef-d'œuvre de Piccinni dans le domaine de l'opéra sérieux, a bénéficié d'une réception triomphante, tandis que Chimène était plutôt un succès d'éstime et n'a été joué qu'une seule fois, car « le roi lui-même, qui n'était pourtant pas mélomane, voulut entendre Didon une troisième fois. « Cet opéra, disait-il, me fait l'effet d'une belle tragédie ». Néanmoins, Piccinni et Sacchini furent « présentés au roi, et, comme on venait d'accorder une pension de 6,000 livres au premier, on en attribua une égale au second : Sacchini avait eu de plus que son émule le précieux honneur d'être présenté au roi par la reine elle-même. »

### Représentations à Paris
Néanmoins, le public parisien n'était pas toujours d'accord avec l'opinion de la cour, et beaucoup espéraient que l'œuvre de Sacchini serait sauvée par les représentations ultérieures à l'Opéra, alors logé dans la salle du Théâtre de la Porte Saint-Martin. En effet, la prima donna Saint-Huberty elle-même avait écrit avoir été ravie par la musique «enchanteresse». Pourtant, l'opéra n'a pas été entièrement racheté, et cela ne peut pas être entièrement imputé aux difficultés spécieuses créées par le comité de l'Académie Royale, qui a reporté les représentations au 9 février 1784 (entre-temps, Didon apparaissait régulièrement depuis le 1er décembre et Saint-Huberty a été « couronné » sur scène le 16 janvier). Il ne peut pas non plus être imputé aux problèmes de santé de la principale, qui ont obligé la série de représentations à être interrompue jusqu'au 27 février, lorsque la reine elle-même est venue la voir. 
L'opéra a connu un succès plutôt limité à long terme : il a été donné 21 fois en 1784 et encore 35 fois avant d'être définitivement retiré du répertoire en 1808.  En revanche, Didon a survécu beaucoup plus longtemps, jusqu'en 1826, bénéficiant d'un grand total de 250 représentations.  Didon a également été relancé sur scène dans les temps modernes et a reçu un enregistrement CD, ce qui n'a pas été le cas avec Chimène .

### Renaissance moderne
Chimène a été relancé début 2017 à travers une production d'Arcal, avec l'orchestre du Concert de la Loge dirigé par Julien Chauvin, qui a été successivement mise en scène au Théâtre de Saint-Quentin-en-Yvelines, à l'Opéra de Massy et au Théâtre Roger Barat d'Herblay-sur-Seine.  L'œuvre en tant que telle et la nouvelle production ont reçu un excellent accueil de la part de la critique.

## Rôles
| Rôle | Type de voix     | Distribution de la première, 16 novembre 1783 en présence du roi et de la reine de France, Louis XVI et Marie-Antoinette Chorégraphie: Pierre Gardel |
| --- | ---------------- | --- |
| Le roi | taille / baryton | François Lay (ou Lays) |
| Chimène | soprano          | Antoinette Saint-Huberty |
| Rodrigue | haute-contre     | Étienne Lainez (ou Lainé) |
| Don Diègue | basse            | Auguste-Athanase (Augustin) Chéron |
| Don Sanche | ténor            | Jean-Joseph Rousseau (it) |
| Un Hérault d'armes | basse-taille     | Jean-Pierre (?) Moreau |
| Une coryphée | soprano          | Anne-Marie-Jeanne Gavaudan l'aînée |
| Elvire | soprano          | Mlle Joinville |
| Une femme de la suite de Chimène | soprano          | Adélaïde Gavaudan Cadette |
| Un chevalier | ténor            | M Dufrenaye (ou Dufresnay) |
| Un officier castillan | ténor            | M Martin |
| Un coryphée | baryton          | Louis-Armand Chardin (dit « Chardiny ») |
| Chœur ; Ballet - ballerines: Marie-Madeleine Guimard , Peslin, Deligny, Pérignon; danseurs masculins: Pierre Gardel, Nivelon, Favre |                  | |

## Synopsis
La scène est la cour de Castille au XIe siècle, pendant la première phase de la Reconquista .

### Contexte
Le livret ne fait aucune référence à l'arrière-plan de l'histoire, qui peut être déduit de la tragédie de Corneille. Le jeune guerrier Rodrigue et la belle Chimène sont amoureux l'un de l'autre, mais leurs pères sont en désaccord sur des questions politiques. Lorsque le père de Chimène gifle Don Diegue, ce dernier demande à son fils Rodrigue de se battre en duel en son nom, car il est trop vieux pour défendre son honneur en personne. Rodrigue est déchiré entre les exigences contradictoires d'amour et d'honneur, mais à la fin, il obéit à Don Diegue et se bat et tue le père de Chimène, à son grand désespoir.

### Acte 1
Chimène est seule dans une pièce du palais et est déchirée par des émotions conflictuelles: amour, désir de vengeance et d'honneur. Mais elle jure de venger son père (Scène 1). Le roi entre et tente de consoler Chimène, la traitant comme sa propre fille: il déclare combien il affectionne son père décédé, mais révèle aussi le respect dans lequel tout le monde tient Rodrigue, le seul homme capable de mener la lutte contre les Maures. Néanmoins, le roi promet de capturer et de punir l'assassin de son père (Scène 2). Restée seule avec ses servantes, Chimène révèle son amour éternel pour Rodrigue. Elle l'adorait avant le duel fatal, et maintenant que le destin les a divisés et que tout espoir est mort, leur amour reste intact. Néanmoins, elle dit qu'elle fera ce que l'honneur exige, et plus elle aime Rodrigue, plus elle cherchera à le punir (scène 3). La scène suivante est reprise par un duo dramatique entre Chimène et Rodrigue, qui vient d'arriver: il la supplie de le tuer, mais elle échoue à donner suite à son vœu de vengeance, et les deux sont désespérés (Scène 4) . Seul à nouveau, Rodrigue contemple la mort (scène 5), jusqu'à ce qu'il soit rencontré par son père et ses partisans, et demandé de marcher contre l'armée des Maures qui vient de faire le siège de la ville. S'il doit mourir, il doit le faire noblement pour son roi et son pays. Encouragé par les paroles de son père, Rodrigue accepte de se battre et le premier acte se termine par un chœur martial (scène 6).

### Acte 2
Dans la cour du palais, les gens du commun redoutent l'arrivée des Maures (scène 1), et le roi tente de les rassurer en les invitant à se réfugier dans le palais. Soudain, des cris de victoire inattendus se font entendre (Scène 2). Un héraut entre et décrit en détail la défaite totale des Maures, menant derrière lui une bande d'ennemis captifs, dont deux rois (scène 3). Lorsque le roi de Castille demande qui est responsable, un officier lui dit que Don Diegue veut conduire le vainqueur en sa présence en personne. Le roi se rend compte que c'est Rodrigue, qui est salué comme un sauveur par toutes les personnes présentes (scène 4). Rodrigue est alors présenté par son père et accueilli dans les bras du roi. Rodrigue dit que, poussé au désespoir par la tragédie qui l'a séparé de Chimène, il avait cherché une mort honorable au combat. Le roi essaie de le consoler, suggérant que Chimène - qui est toujours amoureuse de lui - pourrait avoir des doutes sur sa vengeance, étant donné la bravoure que sa bien-aimée vient de montrer. La scène se termine par des chœurs et des danses de la victoire, au cours desquels Rodrigue est proclamé "El Cid" (scène 5). À la fin des célébrations, Chimène réapparaît. Ayant appris les exploits de Rodrigue, elle craint de ne pas réussir à se venger. En fait, le roi veut déclarer Rodrigue au-dessus de la loi, mais les autres chevaliers s'y opposent, offrant de relever le défi en son nom contre le "Cid" dans un procès par combat . Il est également opposé par Don Diegue, qui, au nom de l'honneur, exhorte son fils à se battre pour la énième fois. Le roi cède à l'opinion majoritaire et permet à Chimène d'accepter l'offre de Don Sanche, un autre chevalier amoureux d'elle, de la représenter au combat. À la consternation de Chimène, le roi pose néanmoins une condition: elle doit accepter la main du vainqueur en mariage (scène 7). Les gens du commun, laissés seuls, chantent un chœur de soutien au "Cid" (Scène 8).

### Acte 3
Ébouriffée et agitée, Chimène entre suivie d'Elvire et de ses autres dames. Elle est désespérée du terrible choix qu'elle a été forcée de faire, mais elle croit fermement que Rodrigue ne pourra jamais être vaincu au combat. Rodrigue arrive pour dire au revoir pour la dernière fois et lui dit qu'il n'osera jamais lever son épée contre quiconque se bat en son nom. Il se laissera tuer, sans crainte pour son honneur: on dira seulement que, conquis par Chimène, et sans espoir de changer d'avis, il avait préféré mourir plutôt que de vivre avec le fardeau de sa haine. Chimène supplie Rodrigue d'éviter de devenir la proie de Don Sanche, car elle ne peut pas supporter la perspective que la main tachée de sang de Sanche prenne la sienne en mariage. Elle le presse de se rappeler qu'elle sera le prix du gagnant. Rassuré par les paroles de sa bien-aimée, Rodrigue part, déclarant son désir de victoire (Scène 2). Restée seule avec son entourage, alors que les trompettes annonçant le duel se font entendre au loin, Chimène interprète une "scène de folie", dans laquelle elle croit voir les événements du combat, et s'évanouit dans les bras de ses dames comme elle l'imagine. Rodrigue est mortellement blessé (scène 3). Don Sanche entre portant l'épée de Rodrigue, mais il est empêché de parler par les malédictions de Chimène, qui le traite de meurtrier haineux (Scène 4). Le roi apparaît avec son entourage et Chimène se jette à ses pieds, avouant son amour inchangé pour le tué Rodrigue, et le suppliant de lui épargner la honte de devoir épouser l'homme coupable de sa mort. Mais le roi est catégorique et déclare que toute résistance de la part de la fille est vaine, l'invitant à accepter volontiers le marié qu'il lui donnera aujourd'hui (Scène 5). Rodrigue entre alors: il avait vaincu Don Sanche, mais il avait épargné sa vie, l'envoyant à la place offrir à Chimène l'épée du conquérant, et il lui demande maintenant de l'accepter comme mari de son plein gré, et non par droit de conquête. Chimène, enfin conquise, s'abandonne à son amour et l'œuvre s'achève sur le divertissement final habituel, avec des chants et des danses en l'honneur du conquérant des Maures et de son épouse (Scène 6).